# Vivo (Ti scrivo)
"Vivo (Ti scrivo)" (tradução portuguesa: "Vivo (Eu te escrevo)") foi a canção selecionada para representar a Itália no Eurofestival 1988, interpretada em italiano por  Luca Barbarossa. Foi a 18.ª canção a ser interpretada na noite do evento, a seguir à canção luxemburguesa "Croire", interpretada por Lara Fabian e antes da canção francesa "Chanteur de charme", interpretada por Gérard Lenorman. No final, a canção italiana terminou em 12.º lugar (entre 21 países ) e recebeu um total de 52 pontos.

## Autoria
A canção tinha letra e música de Luca Barbarossa , não teve orquestrador, mas foi acompanhado ao som de guitarra e de bateria, cujos nomes dos instrumentistas não foram creditados. 

## Letra
A canção é uma balada, na qual Barbarrosa pede desculpa ao receptor da carta por usar este meio de comunicação. O receptor parece ser uma antiga amante, como ele canta neste passo "Sem uma boa razão/Eu grito o teu nome/Isso faz-me sentir vivo" e faz uma menção aos sentimentos profundos que necessitam ser comunicados. 